# Икса (приток Онеги)
Икса́ — река в Плесецком районе Архангельской области, левый приток Онеги.

## Характеристика
Длина реки — 128 км. Площадь водосборного бассейна — 1680 км². Питание реки снеговое и дождевое. Ледостав с середины ноября по конец апреля. Берёт начало из озера Иксозеро, порожистая. Сначала течёт на юго-запад, но затем поворачивает на юго-восток. Впадает в реку Онега. В пяти километрах от озера Ундозеро реку пересекает мост Заонежской железной дороги.
Притоки: Лужма, Карма, Сухая, Лещевка, Плотичья. Имеет сообщение с озёрами Кармозеро, Орлово, Сонное, Щелейное.
В устье реки находится деревня Тарасова Оксовского городского поселения.

### Карты
- Лист карты P-37-IX,X Ярнема. Масштаб: 1 : 200 000. Указать дату выпуска/состояния местности.